# Tureby Station
Tureby station er en af de oprindelige stationer på Sydbanen (fra 1924 Lille Syd) og bygningen fremstår i sit ydre stort set som i 1870. Selv om stationen kom til at ligge i udkanten af Tureby Overdrev og ligger nær landsbyen Algestrup (Alkestrup) – vest for jernbanen – fik den navn efter den noget fjernere liggende Turebylille og Turebyholm (med Tureby Kirke).
Stationen havde fra ca. 1908 et Siemens & Halske mekanisk sikringsanlæg, der i 1985 blev udskiftet med et sikringsanlæg DSB type 1977 og der indførtes fjernstyring fra FC Roskilde.
Sidespor og læssevej lå nord for stationsbygningen på samme side af hovedsporene som denne. I dag er sporanlægget reduceret til to togvejsspor.
Foruden de huse jernbaneselskabet SJS opførte i forbindelse med stationen, byggedes en treetages hjørneejendom overfor stationen og mod syd – op mod Grevindeskoven – opførtes en kro, til hvilken greven på Bregentved overførte sin bevilling fra Sonnerup Kro. Udover dette er der ikke sket nogen byudvikling i stationens umiddelbare nærhed, men Algestrup er efterhånden vokset hen til stationen.
I slutningen af 2015 og starten af 2016 blev  stationsbygningen revet ned, og erstattet af venteskur og parkeringspladser.

## Antal rejsende
Ifølge Østtællingen var udviklingen i antallet af dagligt afrejsende: 
| År   | Antal | År   | Antal | År   | Antal | År   | Antal |
| ---- | ----- | ---- | ----- | ---- | ----- | ---- | ----- |
| 1984 | 138   | 1993 | 124   | 2000 | 140   | 2005 | 141   |
| 1987 | 98    | 1995 | 137   | 2001 | 139   | 2006 | 117   |
| 1990 | 153   | 1996 | 120   | 2002 | 154   | 2007 | 134   |
| 1991 | 112   | 1997 | 154   | 2003 | 121   | 2008 | 137   |
| 1992 | 136   | 1998 | 144   | 2004 | 122   |      |       |